# Fertigteil
Fertigteile oder Fertigbauteil sind aus Rohstoffen oder Halbzeug vorgefertigte Bauteile, die ohne weitere Bearbeitung in einem Endprodukt eingesetzt werden können. So werden zum Beispiel Dachziegel oder Fenster als Fertigteil auf Baustellen geliefert, um sie direkt einsetzen zu können.

## Eigenschaften
Grundsätzlich können zwei verschiedene Arten von Fertigteilen unterschieden werden. Standardisierte Massenprodukte werden in unbestimmten Mengen hergestellt und können durch ihre typisierten Eigenschaften in vielen Endprodukten eingesetzt werden. Beispiele sind Kondensatoren in der Elektroindustrie oder Gullydeckel. Ziel ist es, durch die hohe Stückzahl der produzierten Bauteile die Kosten des einzelnen Elements zu senken.
Fertigteile können jedoch auch als Einzelstück hergestellt werden. So werden kleinere Fachwerkbrücken in Industriehallen aus einzelnen Rohren zusammengeschweißt und im Ganzen an ihren Bestimmungsort geliefert. Dadurch kann durch die Vorfertigung eine höhere Qualität erzielt werden, da ein Zusammenfügen einzelner Elemente unter kontrollierten Bedingungen in Werk und nicht unter freiem Himmel erfolgt. Weiterhin wird die Bauzeit verkürzt und somit werden die entstehenden Kosten gesenkt. Aus vergleichbaren Gründen werden Segmente großer Spannbetonbrücken sowie Teile ganzer Stahlbrücken vorgefertigt.

## Historische Entwicklung
Zu den ersten Fertigteilen, die der Mensch produzierte, gehörte der Ziegel. Auch bestimmte Holz-Querschnitte wie Bretter und Latten sowie Rohre und Platten verschiedenster Materialien zählen zu den frühesten Fertigteilen. Kleinere normierte Bauteile wie Nägel oder Schrauben wurden zwar ebenfalls früh industriell hergestellt, werden aber im Sprachgebrauch nicht als Fertigteile bezeichnet.
Häufig benötigte Fertigteile im Bauwesen sind unter anderem Dach- und Hohlziegel, Schalsteine, Stahlträger, Überlager, Isoliermaterial sowie verschiedenste Vorprodukte für Fenster und Türen. Wichtige Sparten mit hohem Prozentsatz an Fertigteilen sind auch der Innenausbau und Möbelbau sowie die Maschinenbau- und Elektroindustrie.
Bei komplexeren Bauweisen erreichte die Fertigteilindustrie einen Höhepunkt mit der Entwicklung von Fertigteilhäusern und im Stahlbau, mit den Methoden von Verbund- und Montagebau sowie im kleinen bei der Nachrichtentechnik und Elektronik.

## Übersicht häufiger Fertigteile (Auswahl)

### Allgemeines
- Betonfertigteil, Kunststein, Sinterzeug
- Metallbau, Fertigteilbau, Plattenbau, Schalenbauweise,
- Draht, Nägel, Schrauben, Bewehrungsdraht etc.
- Profilstahl, Profilholz, Gummi- und Kunststoffprofile

### Wichtige Fertigteile im Hochbau

Fertigteilhaus während des Bauvorganges

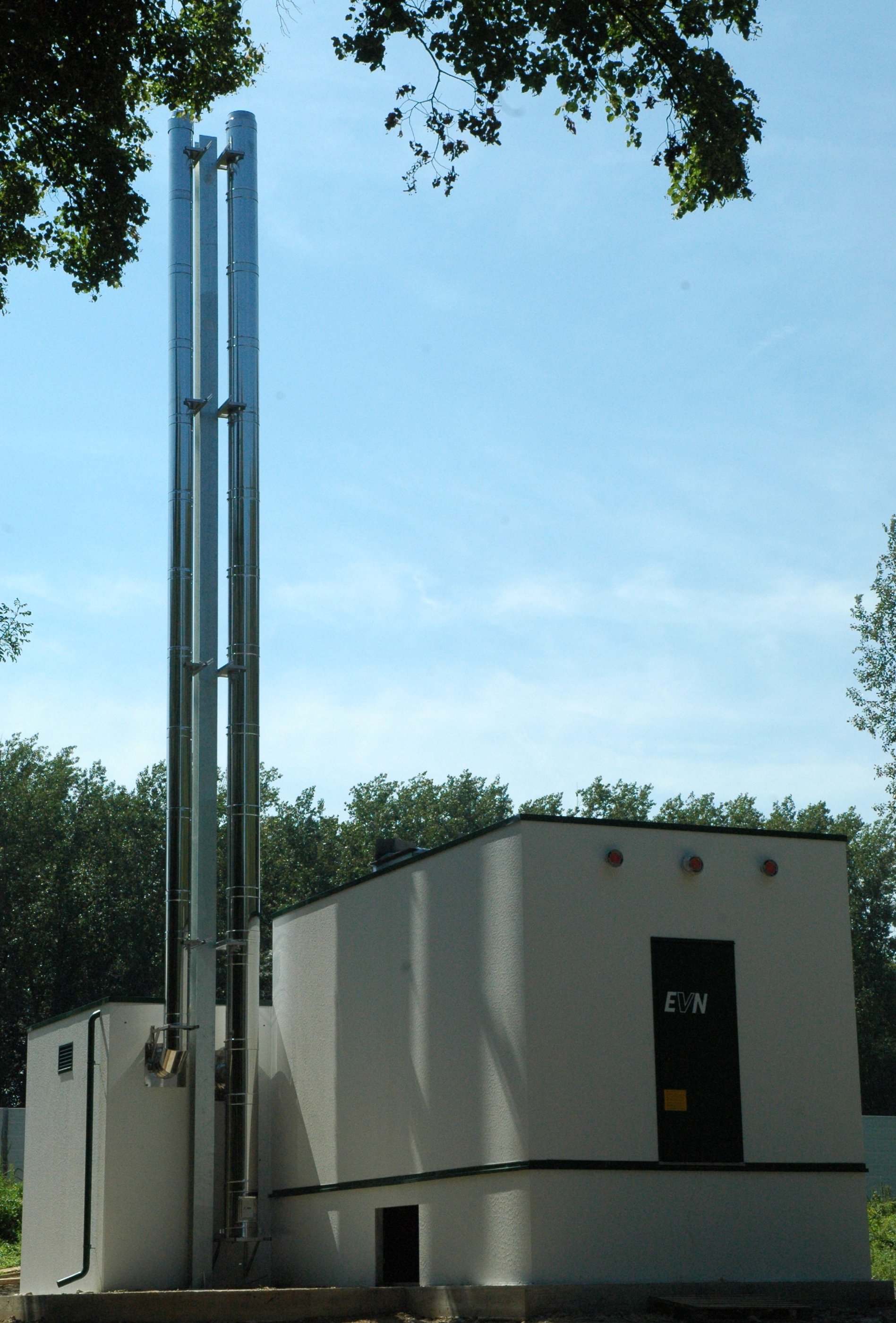
Aus 3 Fertigteilmodulen mit Breiten von 3,7 m und Längen von 7,1 m errichtetes Biomasseheizwerk

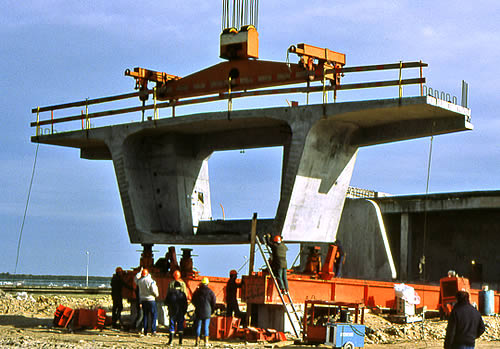
Segment einer Spannbetonbrücke

- Ziegel: Vollziegel, Hohlziegel, Schalsteine, Dachziegel
- Statik: Bauprofile, Wandelemente, Fachwerk, Elementdecke, Stahlträger, Überlager, Fertigsturz,
- Fertigbau: Fertigbad, Fertiggarage, Fertigparkett, Fertigteildecke,
- Innenausbau: Isoliermaterial, Fertigteilestrich, Trittschallplatten, Fliesen, Klinker, Gipskartonplatten, Spanplatten, Fenster und Türen (Holz, Kunststoff, Metall)
- Außenausbau: Begrenzungssteine, Waschbetonplatten, Kunststoffrohre, Gabione, …
- ferner fertige Mischungen (Fertig-, Lieferbeton, Fertigputz, Schäum-, Fugenmasse usw.)

### Fertigteile im Straßenbau
- Betonfertigteil, Betonplatten,
- Begrenzungs- und Randsteine,
- Betonschutzwand, Schutzplanken, …

### Fertigteile im Tiefbau und Tunnelbau
- Betonplatten, Schalsteine, Pilot
- Bewehrung, Stahlanker, Tübbings,
- Messtechnik, Dehnmessstreifen,

### Holzbau und Möbelbau
- Fachwerk, Sparren, Träger, Kartonagen, Gipskarton,
- standardisierte Bretter, Profilhölzer usw.
- Spanplatten, Furniere, Beschläge, …

### Fertigteile aus Keramik
- Sinterzeug, Isolatoren, …

### Fertigteile im Maschinenbau
- Halbzeuge: Stahlrohre, Bleche, Stahlträger
- Maschinenelemente: Schrauben, Niete, Achsen, Lagerschalen, Kugellager
- Gussteile,  Schmiedestücke, Fertigguss, Sinterzeug

### Fertigteile in der Elektroindustrie
- Kondensator, Widerstand, Leiterplatte, …
- Isolatoren, Stromkabel, Betonmast,